# Rogue nation
Rogue nation（ローグ・ネーション）は、大阪プロレスのルードユニット。

## 概要

### 結成の経緯
2023年8月20日にクワイエット・ストームの持つ大阪プロレス王座に挑戦表明をしたゼウスに後方から浅川紫悠が襲撃し、さらにTORU も加勢し、ゼウスを羽交い絞めに空いた浅川とＴＯＲＵに促されストームも加勢。新生大阪プロレス再始動以降、順風満帆かつ緩くなった大阪プロレスに新しい歴史を開くため３人で結託していたことを明かし、始動。

### ユニットの特徴

#### 反則行為・ファイトスタイル
パイプ椅子や竹刀などの凶器攻撃、急所攻撃、乱入などが頻繁に行われている。
ただ、TORUがタイトルマッチの際、真っ向勝負を行う時ががある。

## 略歴

### 2023年
- 8月20日、ストームをリーダーにストーム、浅川、TORUが結成。
- 10月21日、新メンバー・ゴリアテが加入。
- 10月に行われた天王山に全メンバーがエントリーするも、ストームが1回戦、ゴリアテが2回戦、浅川が準決勝、TORUが決勝でそれぞれゼウスに敗れ優勝を逃す。
- 12月、浅川が大阪市内を深夜、歩いている際にひき逃げに遭い意識不明のまま発見され病院に搬送された。命に別状はなく、搬送された日の夕方には自力でトイレに行くほど回復。骨折もあるため欠場となる。
- 12月29日、ストームがゼウスを相手にリベンジを成功し大阪プロレス王座初防衛、TORUとゴリアテが組みアルティメット・スパイダーJr.、タコヤキーダーの大阪プロレスタッグ王座に挑戦し王座獲得。

### 2024年
- 1月7日、アレスが正規軍を裏切り、アレスの正体はみちのくプロレスの大瀬良泰貴と明かし、大瀬良が加入。
- 2月、ストーム、大瀬良組、TORU、ゴリアテ組で大阪タッグフェスティバルにエントリーするも両方チームとも優勝とはならなかった。
- 5月、大瀬良が大阪ライトヘビー級トーナメントにエントリーし優勝する。
- 6月23日、ストームが入江茂弘を相手に大阪プロレス王座を2度目の防衛に成功するも、TORU、ゴリアテ組がビリーケン・キッド、ツバサ組に敗れ大阪プロレスタッグ王座から陥落、大瀬良が松房龍哉の持つ大阪ライトヘビー級王座に挑戦するも敗れ、王座獲得とはならなかった。
- 8月24日、ストームがゼウスに敗れ大阪プロレス王座陥落。
- 同日、浅川が復帰する。
- 9月に行われた天王山に全メンバーがエントリーし、TORUが悲願の初優勝を果たす。決勝の後、TORUが大会の締めをストームに託すも、ストームが締めようとしたところを、TORUを中心にメンバーがストームを襲撃し、ストームを追放する。TORUがリーダーとなる。
- 10月27日、浅川と大瀬良のタッグで大阪プロレスタッグ王座を獲得。
- 12月29日、TORUがゼウスを真っ向勝負で下し大阪プロレス王座を悲願の初戴冠。浅川、大瀬良組は入江、ストーム組に敗れ大阪プロレスタッグ王座陥落。

### 2025年
- 1月、大瀬良が松房を下し、大阪ライトヘビー級王座を獲得。
- 2月16日、大瀬良泰貴自主興行「No Way」で大瀬良、TORU、ゴリアテが組み、HOUSE OF TORTUREのEVIL(新日本プロレス)、ディック東郷(みちのくプロレス)、DAMNATION T.Aの佐々木大輔(DDTプロレスリング)の連合トリオと対戦する。
- 2月22日、新メンバー・TiiiDAが加入。
- 2月、TORU、大瀬良組、浅川、ゴリアテ組で大阪タッグフェスティバルにエントリーするも、両チームとも優勝とはならなかった。
- 4月27日、大阪プロレス創立２６周年記念大会でTORUが佐野蒼嵐を下し3度目の防衛に成功、大瀬良が木下亨平を下し初防衛に成功した。
- 5月、大瀬良とTiiiDAが大阪ライトヘビー級トーナメントにエントリーするも、両者とも優勝とはならなかった。
- 6月15日、TORUがザ・ボディガーを下し4度目の防衛に成功、大瀬良は挑戦者・SUZAKUのアクシデントがあり2度目の防衛に成功、浅川、ゴリアテ組が入江、ストーム組を下し大阪プロレスタッグ王座を獲得し、Rogue nationが大阪プロレスのベルトを独占。

## メンバー
- TORU（結成 - ）（2代目リーダー）
- 浅川紫悠（結成 - ）
- ゴリアテ（2023年10月21日 - ）
- 大瀬良泰貴（2024年1月7日 - ）
- TiiiDA（2025年2月22日 - ）

## 元メンバー
- クワイエット・ストーム（結成 - 2024年9月23日 追放）（初代リーダー、ボス）

## 歴代サポートメンバー
- 三原一晃 (結成初期にタッグを組まれるも連携は見られなかった)
- 火野裕士
- 政宗
- グンソ
- ヲロチ
- 菊池悠斗 (共闘するも仲は良くない)
- "brother"YASSHI

## タイトル歴
- クワイエット・ストーム
  - 大阪プロレス王座（第35代）
- TORU
  - 大阪プロレス王座（第37代）
  - 天王山（2024年）
- TORU&ゴリアテ
  - 大阪プロレスタッグ王座（第44代）
- 浅川紫悠&大瀬良泰貴
  - 大阪プロレスタッグ王座（第46代）
- 浅川紫悠&ゴリアテ
  - 大阪プロレスタッグ王座（第48代）
- 大瀬良泰貴
  - 大阪ライトヘビー級王座（第3代）
  - 大阪ライトヘビー級トーナメント（2024年）
  - 東北ジュニアヘビー級（第30代）
  - 沖縄プロレス選手権（第7代）